# Bayerische PtzL 3/4
Die PtzL 3/4 waren Zahnradlokomotiven der Königlich Bayerischen Staatseisenbahnen, deren Zahnradtriebwerk für das Befahren von Gleisen mit Zahnstangen System Strub ausgelegt war.

## Geschichte
Nachdem die Maschinenfabrik Esslingen 1910 die badische IX b mit nur einem Zahntriebrad erbaute, entwickelte die Firma Krauss nach demselben System 1911 ihre etwas schwerere Doppelverbund-Heißdampflok für die Bayerische Staatsbahn. Sie sollte die neu eröffnete einzige bayerische Zahnradbahn auf der Bahnstrecke Erlau–Wegscheid bedienen, wo auf den Zahnstangenabschnitten Neigungen von 25 ‰ bis 71 ‰ zu überwinden waren.
Die ersten drei Exemplare wurden schon 1912 geliefert. Sie besaßen je ein Triebwerk für den Zahnstangen- und den Reibungsbetrieb, wobei sich die Zylinder der Zahnradmaschine über denen der Reibungsmaschine befanden. Die Lokomotiven waren dem Bahnbetriebswerk Passau zugeordnet.
Bald erwies sich, dass die drei Loks die geforderte Leistung von 90 Tonnen Zugmasse mit 10 km/h auf Steigungen bis 70 ‰ nicht voll erbringen konnten. Obgleich der Streckendienst mit verminderter Leistung aufrechterhalten wurde, entwickelte Krauss eine verbesserte Maschine, die 1924, unter der Fabriknummer 8033 gebaut, in den Streckendienst übernommen wurde. Sie hatte mit 480 Millimeter einen um 20 Millimeter vergrößerten Zylinderdurchmesser und einen normalen Schmidtschen Rauchrohrüberhitzer im Unterschied zum Kleinrohrüberhitzer der übrigen Maschinen, wodurch sie eine um etwa 25 Prozent verbesserte Leistung erzielte.
Alle vier Loks waren wegen der extremen Neigungsverhältnisse mit einer Wurfhebel-Handbremse ausgestattet. Sie wurden von der Deutschen Reichsbahn als Baureihe 971 in ihren Nummernplan eingeordnet und waren dem Bahnbetriebswerk Passau zugeordnet. 1943 gelangte eine Maschine nach Österreich, kehrte aber 1946 zurück. Als erstes Exemplar wurde die 97 102 ausgemustert. Die übrigen drei Maschinen erhielten den Betrieb zusammen mit Zahnradtriebwagen der Baureihe VT 97 bis 1963 aufrecht. Die letzte Fahrt war am 5. Januar 1963. Die Loks wurden im April 1964 in Simbach am Inn verschrottet.